# Litoria christianbergmanni
Litoria christianbergmanni är en groddjursart som beskrevs av Günther 2008. Litoria christianbergmanni ingår i släktet Litoria och familjen lövgrodor. IUCN kategoriserar arten globalt som livskraftig. Inga underarter finns listade i Catalogue of Life.